# Владлен
Владле́н або Владле́на (альтернативна форма: Владиле́н або Владиле́на) — ім'я, що було поширене в часи Радянського Союзу.

## Походження
Владлен — абревіатура російською, що розкривається як Владімір Ленін (укр. Володимир Ленін).
- Різновид імені: Владилен — Владімір Ленін (укр. Володимир Ленін) або Владімір Ильїч Ленін (укр. Володимир Ілліч Ленін).
- Ім'я по батькові: Владленович, Владленівна; розмовна форма — Владленич[2].

## Відомі носії

### Владлен
- Бахнов Владлен Єфимович (1924-1994) — російський поет
- Бірюков Владлен Єгорович (1942-2005) — російський актор
- Давидов Владлен Семенович (1924-2012) — російський артист
- Логінов Владлен Терентійович (нар. 1929) — російський історик, біограф Володимира Леніна
- Мараєв Владлен Ростиславович (нар. 1988) — український історик, автор YouTube-каналу «Історія без міфів»

### Владлена
- Бобровникова Владлена Едуардівна (нар. 1987) — російська гандболістка
- Громова Владлена Володимирівна (нар. 1983) — російська художниця